# Dimitri Speck
Dimitri Speck ist ein deutscher Finanzanalyst und Autor, der durch Veröffentlichungen zur Finanzwirtschaft, insbesondere zu Preismanipulationen des Goldmarkts, hervorgetreten ist.
Während Christian Euler Speck in der Tageszeitung Die Welt als Anhänger von Ferdinand Lips’ Theorie einer „Goldverschwörung“ einordnet, befindet Simone Boehringer, Ehefrau des heutigen AfD-Politikers Peter Boehringer, in der Süddeutschen Zeitung, er habe mit seinem Buch Geheime Goldpolitik (2010) „diejenigen, die nicht an einen rein marktgetriebenen Goldpreis glauben, aus der Verschwörerecke geholt“.
Er ist Herausgeber des Börsenbriefs Sicheres Geld und der Finanzwebsite seasonax.com (vormals seasonalcharts.com).

## Schriften

### Monographien
- Petrus erfand Jesus. Wie die Wunder-Legenden entstanden. MVG-Verlag, München 2010, ISBN 978-3-86882-028-7.
- Geheime Goldpolitik. Warum die Zentralbanken den Goldpreis steuern. FinanzBuch-Verlag, München 2010, ISBN 978-3-89879-514-2 (2., akt. und erw. Aufl. 2013)
  - englisch: The Gold Cartel. Government Intervention on Gold, the Mega Bubble in Paper, and What This Means for Your Future. Palgrave Macmillan, Basingstoke 2013, ISBN 978-1-137-28642-0 (übersetzt von Heinz Blasnik).
- Insiderwissen: Gold : fünf Experten beantworten die wichtigsten Fragen zum deutschen Staatsgold, mit Marc Faber, Bruno Bandulet, Thorsten Schulte und Peter Boehringer, Kopp Verlag, 2015, ISBN 978-3-86445-170-6
- Die größte Finanz-Blase aller Zeiten. Wieso das globale Finanzsystem in Kürze kollabiert und wie Sie Ihre Ersparnisse vor Enteignung, Euro-Crash und Inflation schützen. FinanzBuch Verlag, München 2022, ISBN 978-3-95972-547-7.

### Buchbeiträge
- Hintergründe und Hintermänner. In: Bruno Bandulet, Peter Boehringer, Marc Faber, Thorsten Schulte, Dimitri Speck: Insiderwissen – Gold. Fünf Experten beantworten die wichtigsten Fragen zum deutschen Staatsgold und zur dreisten Goldpreis-Manipulation. Kopp, Rottenburg 2015, ISBN 978-3-86445-170-6, S. 122–147.